# Vēja māte
Vēja māte (lett. »Windmutter«) ist in der lettischen Mythologie die Personifikation des Windes. Sie gehört zur großen Gruppe der mütterlichen Naturkräfte. Als Herrscherin über Wind und Wetter werden ihr gewaltige Kräfte zugeschrieben und bei Sturm wird sie gebeten, schlafen zu gehen. Manchmal wird sie auch als Beschützerin der Vögel und des Waldes betrachtet und nähert sich in dieser Eigenschaft der Meža māte »Waldmutter« an.
Neben Vēja māte wird auch ihr Mann Vējs und ihr Sohn Vēja dēls genannt, die aber keine Funktion haben.

## Vėjopatis
Die litauische Mythologie kennt nur den Windgott Vėjopatis »Windherr«.